# Jean d'Escorbiac
Jean d'Escorbiac, né à Montauban en 1564 et mort en 1652 est un homme de lettres français.

## Biographie
Jean d'Escorbiac, Sgr de Bayonette, est lieutenant particulier au siège de Montauban. Il épouse Catherine de Saluste du Bartas, nièce du poète du Bartas, en 1589.
Il est l'auteur d'une épopée calviniste, la Christiade, rédigée en alexandrins français et comprenant cinq livres, publiée en 1613. Sur le plan littéraire, la Christiade se situe dans la lignée de la poésie de Guillaume du Bartas et d'Agrippa d'Aubigné. Jean d'Escorbiac compose également des sonnets et d'autres poèmes courts.
Il est nommé gentilhomme ordinaire de la chambre du Roi en 1624.